# Granville Leveson-Gower (1er marquis de Stafford)
Granville Leveson-Gowe (4 août 1721 - 26 octobre 1803) est un homme politique britannique de la famille Leveson-Gower. Il est le 1er marquis de Stafford.

## Biographie

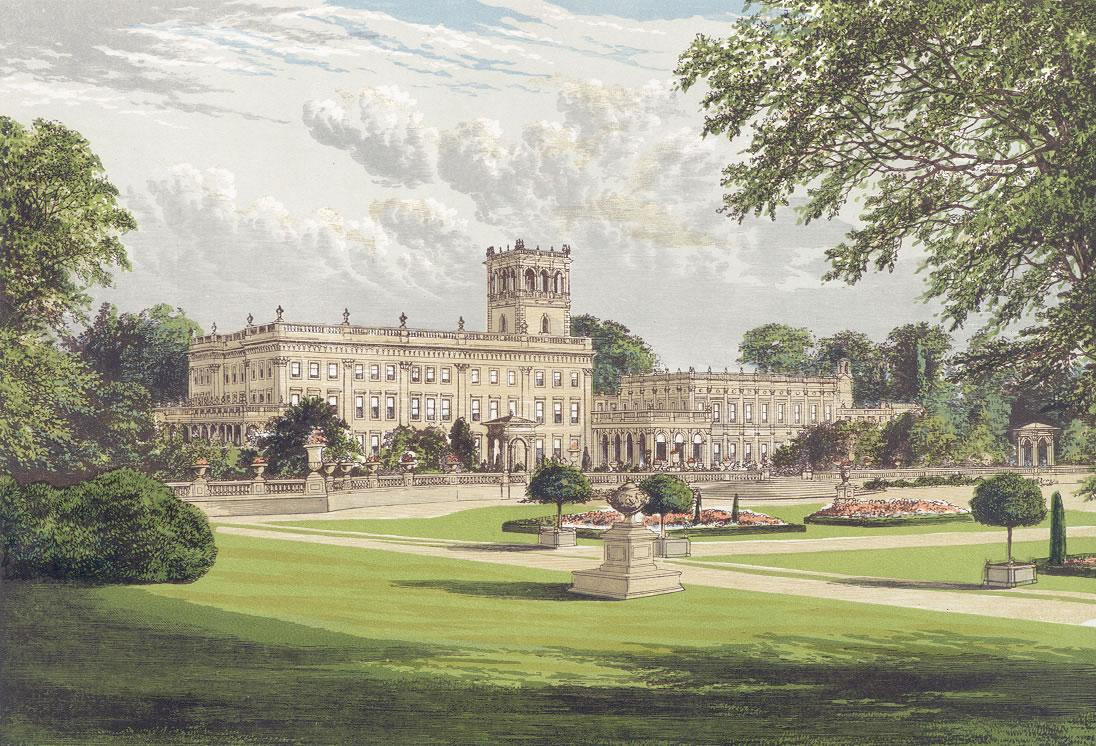
Trentham Hall, 1880

Il est un fils de John Leveson-Gower (1er comte Gower) (1694-1754) et de son épouse, Evelyn Pierrepont, fille d'Evelyn Pierrepont (1er duc de Kingston-upon-Hull) et sa première femme, Mary Feilding. Son père est un homme politique conservateur, devenu le premier grand conservateur à entrer au gouvernement depuis l'accession au trône de George Ier de Grande-Bretagne, rejoignant l'administration de John Carteret en 1742. Il fait ses études à la Westminster School et au Christ Church, Oxford .

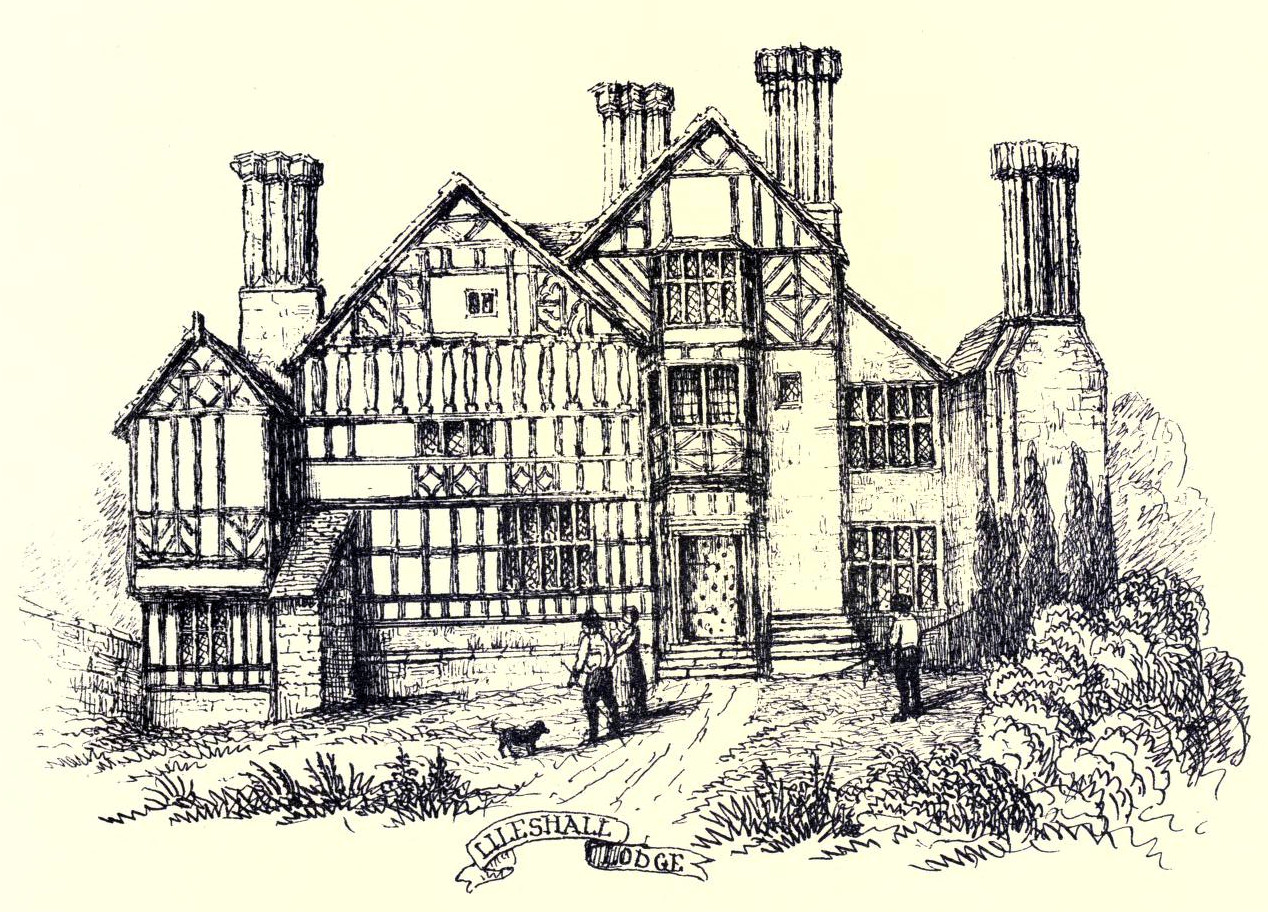
Loge à l', domicile de la famille Leveson après la dissolution des monastères

## Carrière politique
Il est élu au parlement en 1744. À la mort de son frère aîné en 1746, il est connu par le titre de courtoisie de vicomte Trentham jusqu'à ce qu'il succède à son père, comme comte Gower, en 1754. Il construit le Lilleshall Hall, transformant une maison du XVIIe siècle située dans le village de Lilleshall en une demeure de campagne vers la fin des années 1750.
Il est associé à la faction du duc de Bedford, qui est son beau-frère, appelée " Bloomsbury Gang ", et se voit confier de nombreuses fonctions gouvernementales. Après la mort de Bedford en 1771, il devient le chef du groupe et, en tant que Lord président de l'administration de Frederick North, il est un partisan clé d'une politique intransigeante à l'égard des colons américains. Entre 1775 et 1778, il apporte d'importantes modifications à son domicile à Trentham Hall, sur la base des plans de Henry Holland.
En 1779, il démissionne du cabinet, frustré par ce qu'il considère comme le traitement inepte par l'administration North de la guerre d'indépendance américaine. Et lorsque North démissionne en mars 1782, on demande à Gower de former un ministère, mais il refuse et repousse les ouvertures ultérieures de Lord Shelburne et de la coalition Fox - North pour entrer dans le gouvernement. Au lieu de cela, il devient une figure clé dans la chute de la coalition Fox-North et est récompensé par la position de Lord President, une fois de plus, dans la nouvelle administration de William Pitt le Jeune. Bien qu'il ait bientôt échangé ses fonctions contre celles de Lord du sceau privé et commencé à se retirer progressivement des affaires publiques, il reste ministre jusqu'à sa retraite, en 1794. Il est élu FSA le 28 avril 1784. En 1786, il est créé marquis de Stafford en récompense de ses services.
Il est décédé à Trentham Hall, Staffordshire, le 26 octobre 1803. Il est alors le dernier membre survivant du Bloomsbury Gang.

## Mariages et enfants

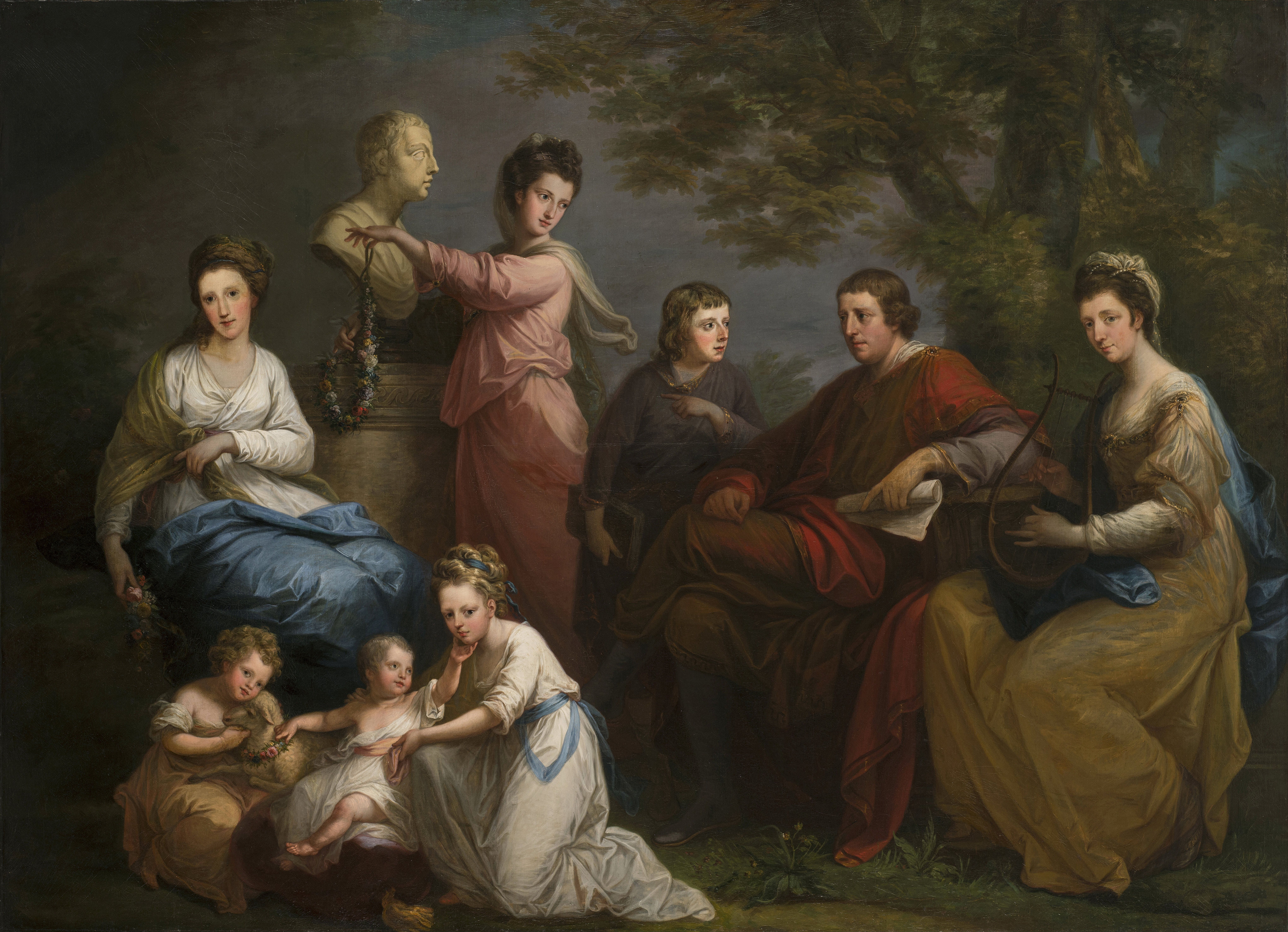
La Famille du Comte de Gower
Angelica Kauffmann, 1772
National Museum of Women in the Arts
Washington

Il se marie trois fois. Il épouse d'abord Elizabeth Fazakerley, fille de Nicholas Fazakerley, en 1744. Elizabeth meurt de la variole deux ans plus tard. Ils n'ont pas d'enfants.
Il épouse en 1748 Louisa Egerton, fille de Scroop Egerton. Elle est morte en 1761. Ils sont parents de quatre enfants:
- George Leveson-Gower (9 janvier 1758 - 19 juillet 1833).
- Louisa Leveson-Gower (décédée le 29 juillet 1827). Elle épouse Archibald Macdonald (1er baronnet).
- Margaret Caroline Leveson-Gower (décédée le 27 janvier 1824). Elle épouse Frederick Howard et est la mère de George Howard (6e comte de Carlisle).
- Anne Leveson-Gower (décédée le 16 novembre 1832). Elle épouse Edward Venables-Vernon-Harcourt, Archevêque d'York.

Il épouse en troisièmes noces Susanna Stewart, fille d'Alexander Stewart (6e comte de Galloway), en 1768. Ils sont parents de quatre enfants:
- Georgiana Augusta Leveson-Gower (13 avril 1769 - 24 mars 1806). Elle épouse William Eliot (2e comte de St Germans).
- Charlotte Sophia Leveson-Gower (née en février 1771; baptisée le 12 février 1771 à St Martin in the Fields, à Westminster - 12 août 1854). Elle épouse Henry Somerset (6e duc de Beaufort) et est la mère de Henry Somerset (7e duc de Beaufort) et Granville Somerset.
- Susanna Leveson-Gower (née en septembre 1772; baptisée le 15 septembre 1772 à Trentham - 26 mai 1838). Elle épouse Dudley Ryder (1er comte de Harrowby).
- Granville Leveson-Gower (né le 12 octobre 1773, baptisé le 5 novembre 1773 à Trentham - 8 janvier 1846).

À la mort de Lord Stafford à l'âge de 82 ans, son fils aîné George, de son deuxième mariage, qui est créé duc de Sutherland en 1833, lui succède. La marquise de Stafford meurt en août 1805 .